# Zákupská pahorkatina
Zákupská pahorkatina je geomorfologický podcelek v severní a severovýchodní části Ralské pahorkatiny, ležící v okrese Česká Lípa a menší severovýchodní částí i v okrese Liberec v Libereckém kraji.

## Charakter území
Je tvořená svrchnokřídovými křemennými, zčásti jílovitými a vápnitými pískovci, méně slínovci a vápnitými jílovci, třetihorními vulkanity a pokryvy čtvrtohorních sedimentů. Zaujímá pestrý strukturně denudační povrch v povodí horní a střední Ploučnice, s vlivy neotektoniky zejména v okrajových částech. Povrch je charakterizovaný rozsáhlými strukturně denudačními plošinami a zarovnanými povrchy (pedimenty), širokými údolími svahových, méně subsekventních vodních toků s říčními terasami. Místy vznikly tvary zvětrávání a odnosu pískovců. Geomorfologickými dominantami jsou četné rozsáhlé neovulkanické suky s kryogenními tvary. Vývoj georeliéfu určil vstup pleistocenního kontinentálního ledovce.

## Geomorfologické členění
Okrsek Zákupská pahorkatina (dle třídění J. Demka VIA–1B) náleží do celku Ralská pahorkatina. Dále se člení na okrsky Cvikovská pahorkatina na severozápadě, Českolipská kotlina na jihozápadě, Podještědská pahorkatina na severovýchodě a Kotelská vrchovina na jihovýchodě. Pahorkatina sousedí se sesterským podcelkem, Dokeskou pahorkatinou, a s celky České středohoří na západě, Lužické hory na severu, Ještědsko-kozákovský hřbet na severovýchodě, Jičínská pahorkatina a Jizerská tabule na jihovýchodě.
| Geomorfologické členění Ralské pahorkatiny                             | Geomorfologické členění Ralské pahorkatiny | Geomorfologické členění Ralské pahorkatiny |
| ---------------------------------------------------------------------- | ------------------------------------------ | ------------------------------------------ |
| ČESKÁ VYSOČINA • Česká tabule • Severočeská tabule                     |                                            |                                            |
| DOKESKÁ PAHORKATINA                                                    | Polomené hory                              | Vlhošť (614 m)                             |
| DOKESKÁ PAHORKATINA                                                    | Úštěcká pahorkatina                        | Hořidla (371 m)                            |
| DOKESKÁ PAHORKATINA                                                    | Jestřebská kotlina                         | Borný (446 m)                              |
| DOKESKÁ PAHORKATINA                                                    | Provodínská pahorkatina                    | Dub (458 m)                                |
| DOKESKÁ PAHORKATINA                                                    | Bezdězská vrchovina                        | Bezděz (606 m)                             |
| ZÁKUPSKÁ PAHORKATINA                                                   | Cvikovská pahorkatina                      | Ralsko (698 m)                             |
| ZÁKUPSKÁ PAHORKATINA                                                   | Českolipská kotlina                        | Špičák (446 m)                             |
| ZÁKUPSKÁ PAHORKATINA                                                   | Podještědská pahorkatina                   | Stříbrník (510 m)                          |
| ZÁKUPSKÁ PAHORKATINA                                                   | Kotelská vrchovina                         | Mazova horka (569 m)                       |
| PROVINCIE • Subprovincie • Oblast / Celek / PODCELEK • Okrsek • Vrchol |                                            |                                            |

## Nejvyšší vrcholy
Nejvyšším vrcholem Zákupské pahorkatiny, potažmo celé České tabule, je Ralsko (698 m n. m.).
Seznam kopců od 500 metrů výše:
- Ralsko (698 m), Cvikovská pahorkatina, severovýchodně od města Mimoň
- Jezevčí vrch (666 m), Cvikovská pahorkatina, západně od obce Heřmanice v Podještědí
- Tlustec (592 m, Cvikovská pahorkatina, východně od obce Brniště
- Zelený vrch (586 m), Cvikovská pahorkatina, severovýchodně u obce Cvikov
- Mazova horka (569 m), Kotelská vrchovina, jižně od města Světlá pod Ještědem
- Holubník (563 m), Podještědská pahorkatina, západně od Světlé pod Ještědem
- Ortel (554 m), Cvikovská pahorkatina, západně u obce Lindava
- Ostrá horka (552 m), Kotelská vrchovina, jihozápadně u Světlé pod Ještědem
- Tisový vrch (540 m), Cvikovská pahorkatina, poblíž obce Svojkov
- Slavíček (538 m), Cvikovská pahorkatina, severně u Svojkova
- Velký Jelení vrch (514 m), Kotelská vrchovina, jižně od obce Hamr na Jezeře
- Stříbrník (510 m), Podještědská pahorkatina, jižně od obce Žibřidice
- Činkův kopec (507 m), Kotelská vrchovina, jihozápadně od Světlé pod Ještědem
- Jelínka (505 m), Kotelská vrchovina, severozápadně od obce Všelibice
- Zábrdský kopec (501 m), Kotelská vrchovina, jižně od města Osečná
- Kostelní vrch (500 m), Podještědská pahorkatina, západně u obce Jítrava

Podrobný seznam hor a kopců podle nadmořské výšky a prominence obsahuje Seznam vrcholů v Ralské pahorkatině.

## Chráněná území
Do podcelku zasahují CHKO Lužické hory a CHKO České středohoří. Je zde řada maloplošných chráněných lokalit, např. NPP Čertova zeď, PP Divadlo, PP Stříbrník, PP Široký kámen.

## Sídla v okrsku
Největším sídlem v okrsku je okresní město Česká Lípa. Další významná sídla, podle kterých jsou též pojmenované různé nižší geomorfologické jednotky, jsou Nový Bor, Jablonné v Podještědí, Stráž pod Ralskem, Mimoň, Ralsko, Zákupy, Osečná, Cvikov.

## Fotogalerie hor a kopců

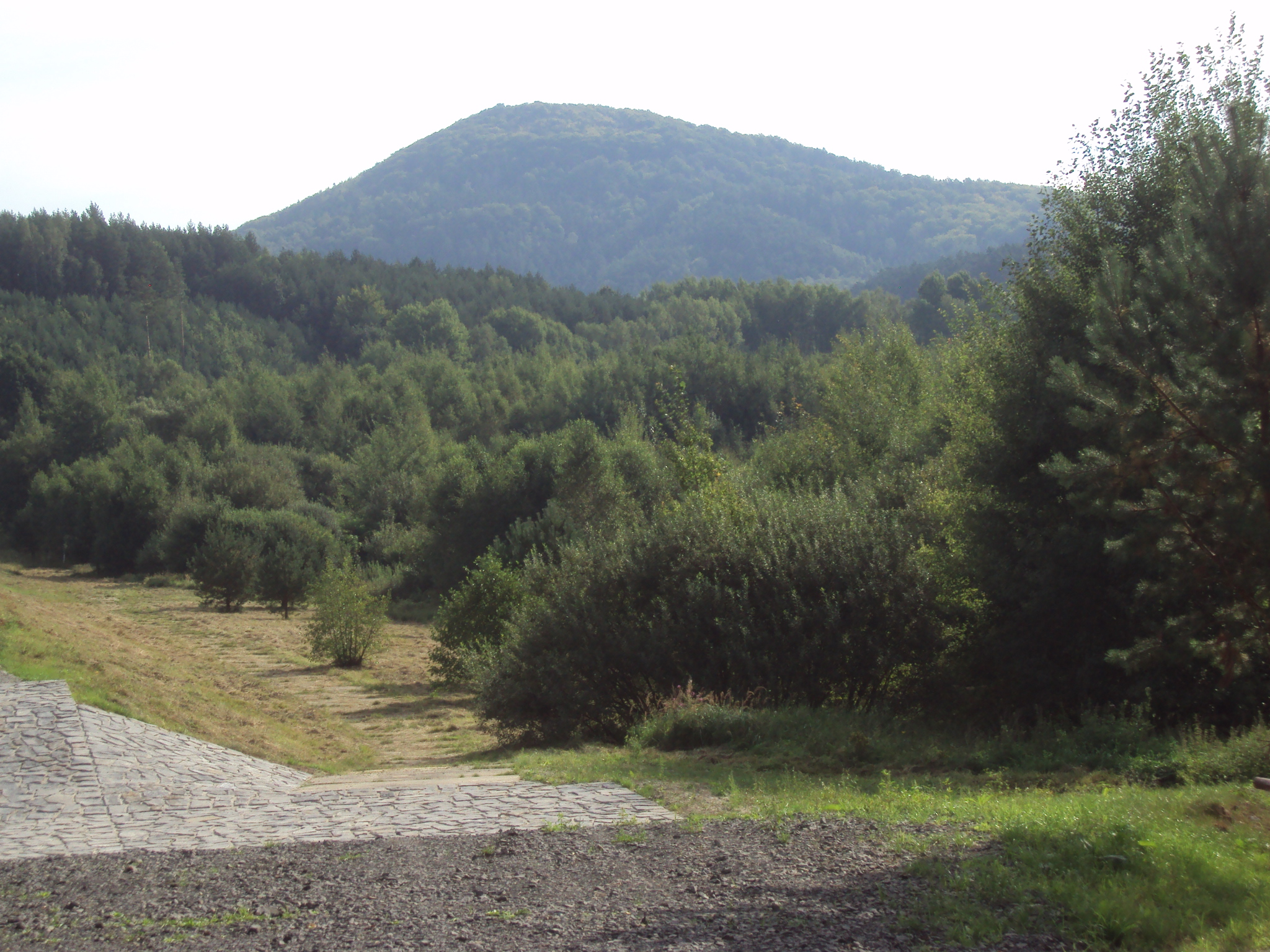
Jezevčí vrch
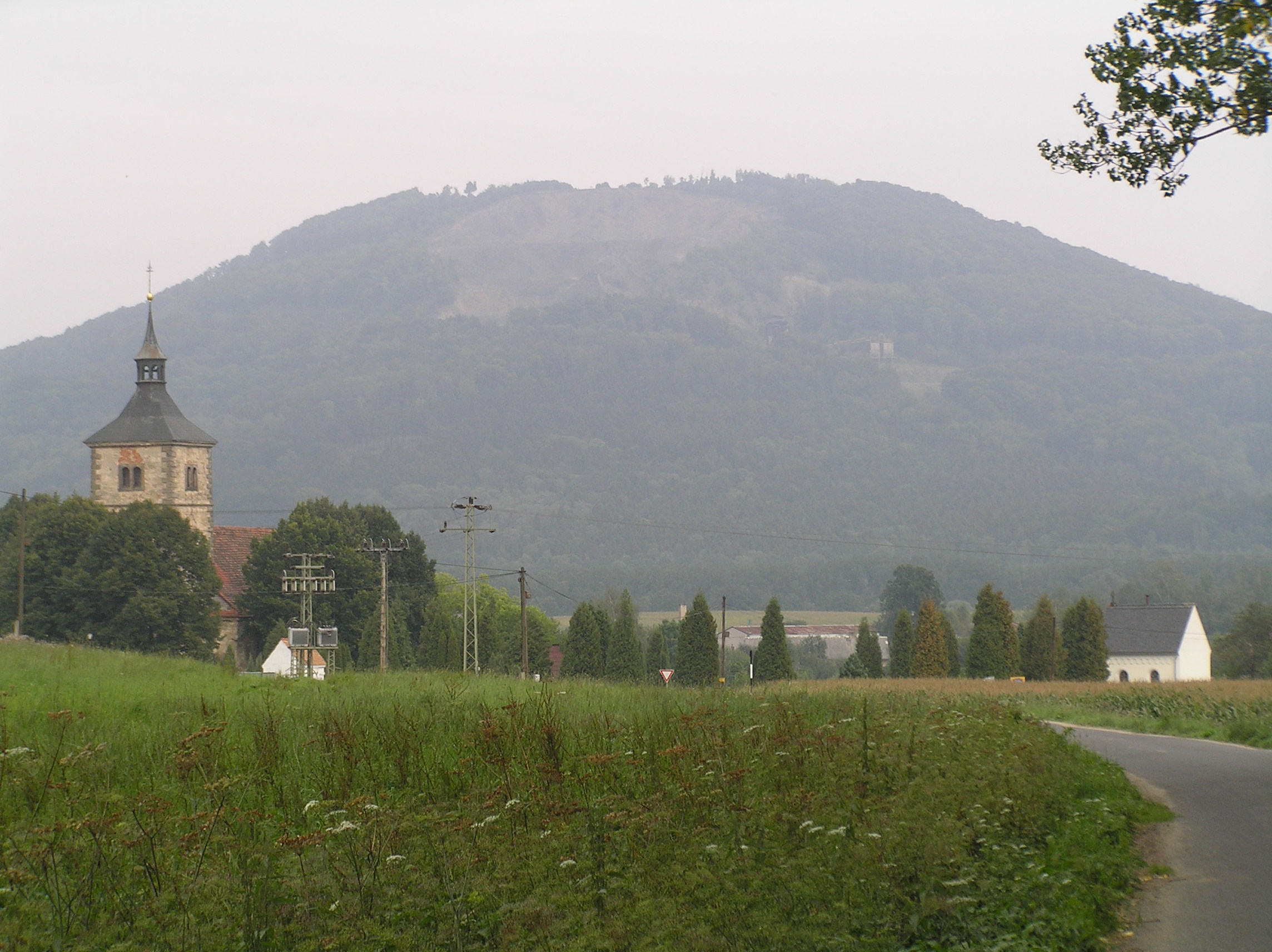
Tlustec nad Brništěm
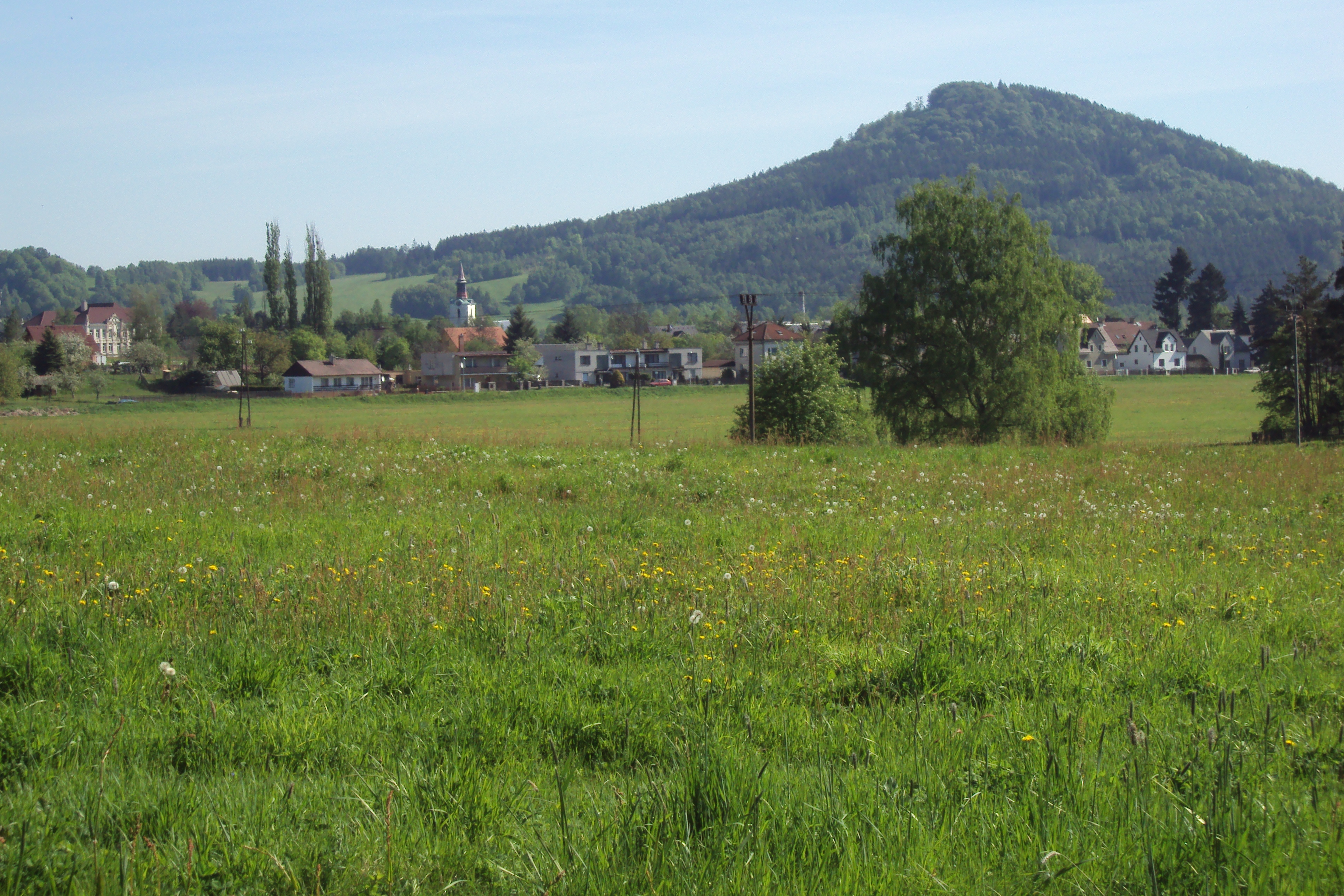
Zelený vrch nad Cvikovem
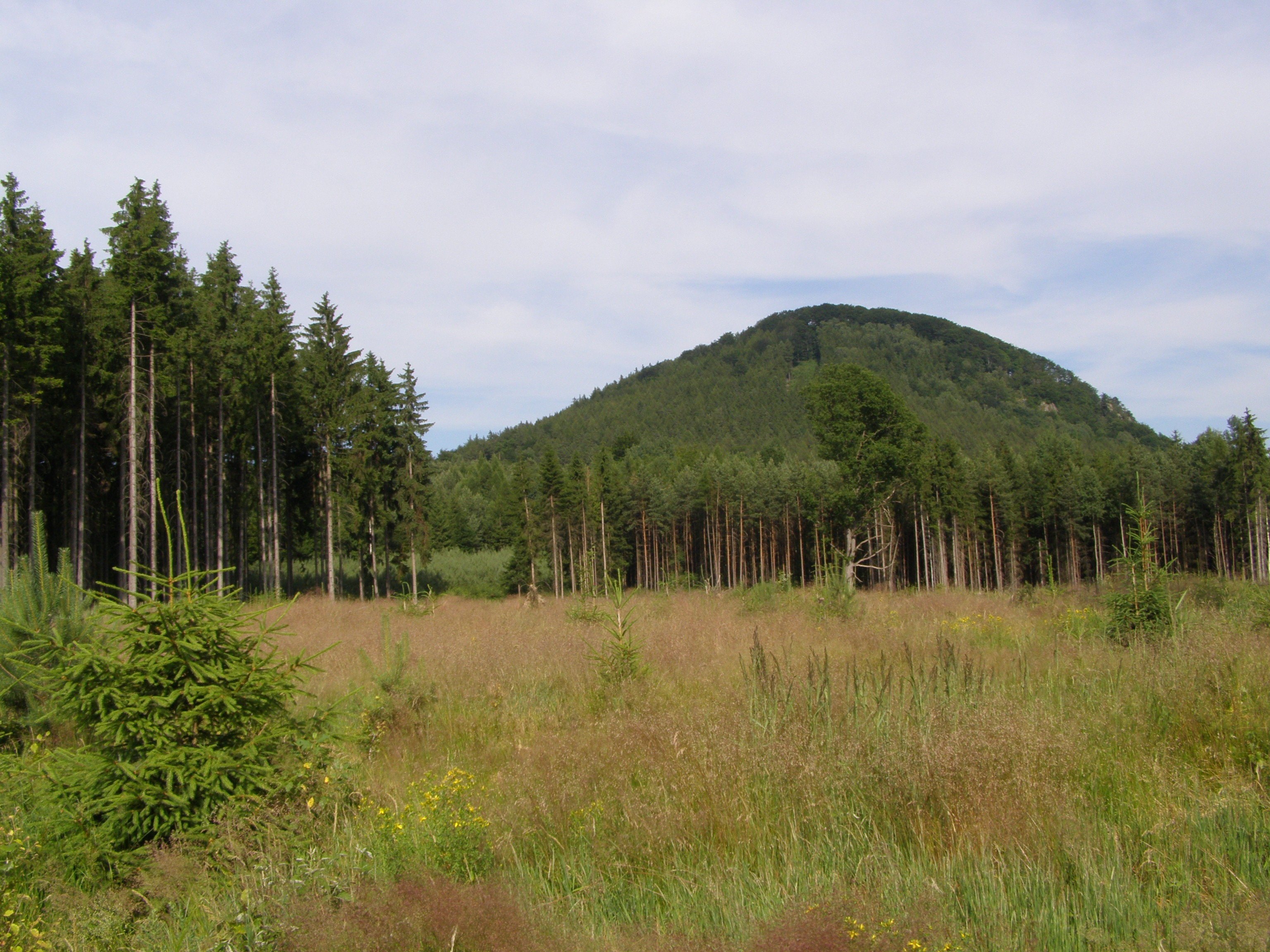
Vrch Ortel
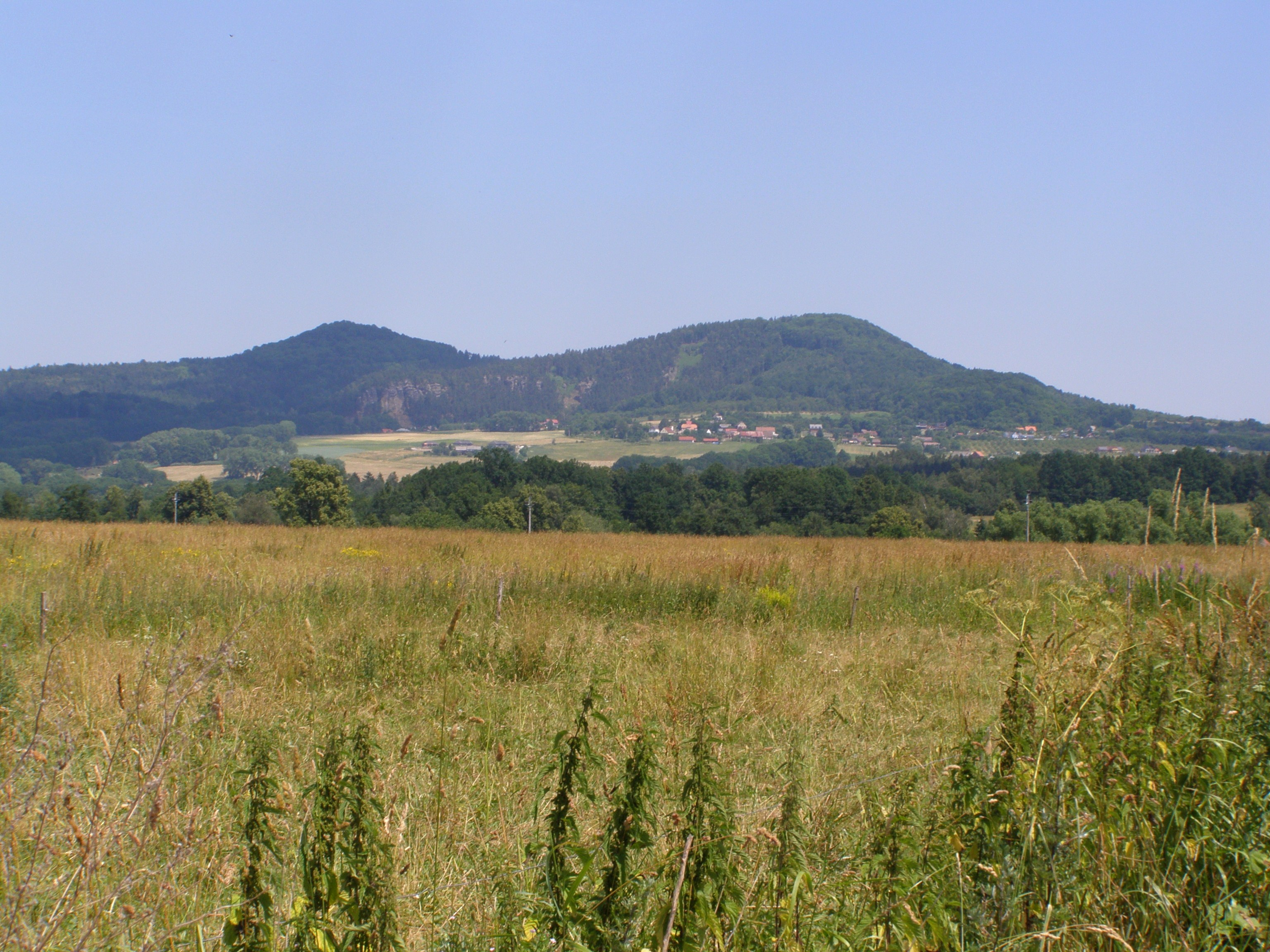
Slavíček (vlevo) a Tisový vrch
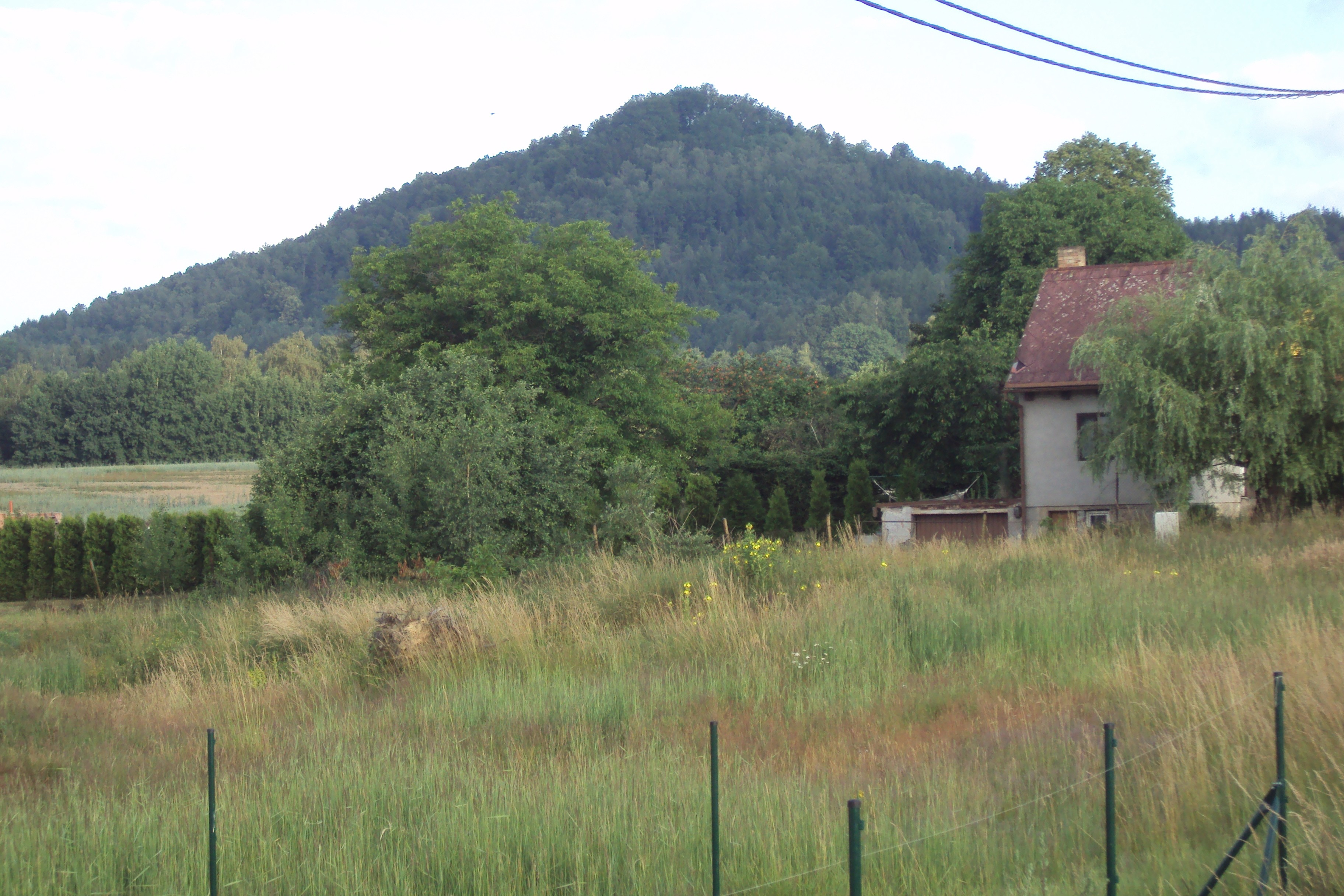
Skalický vrch
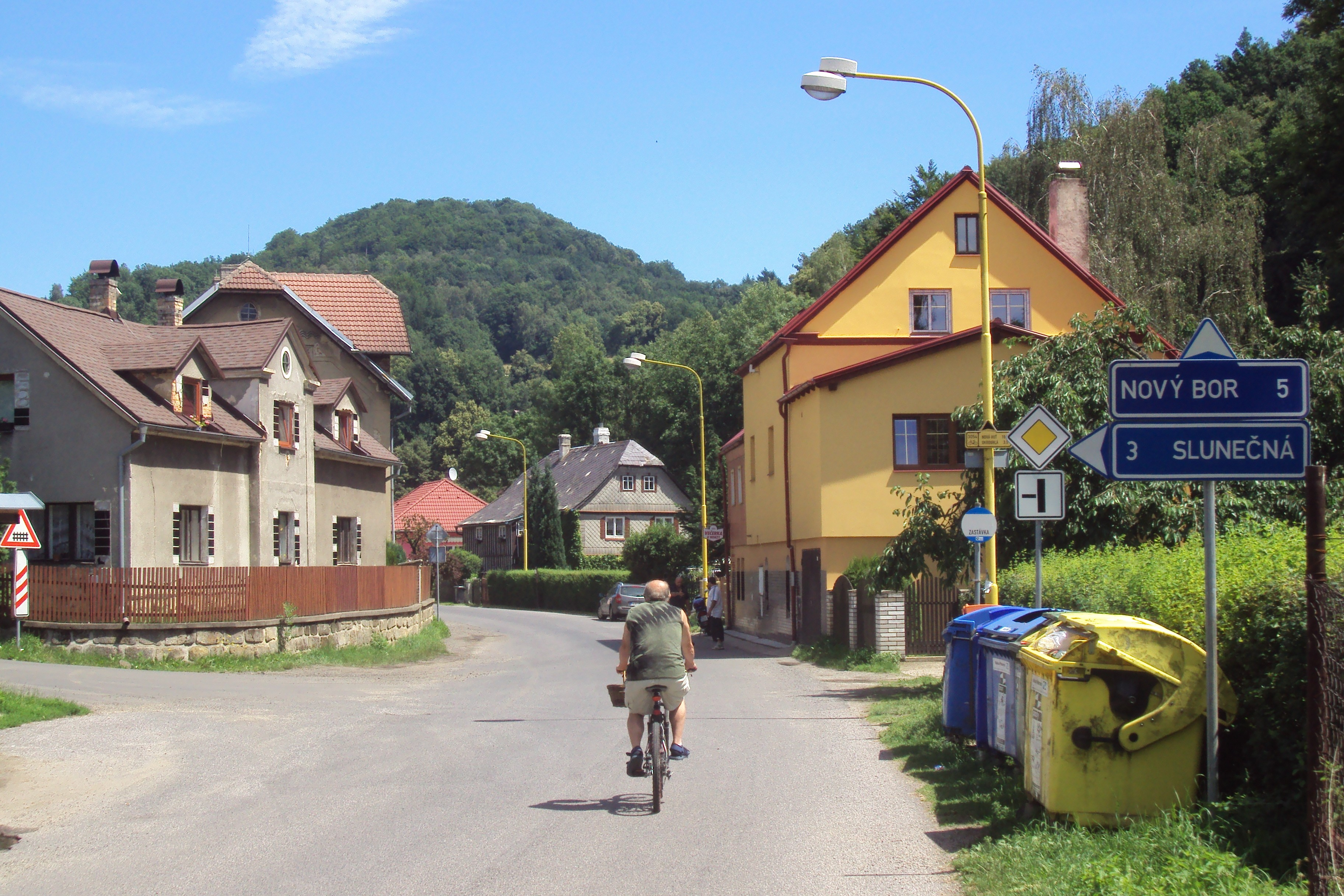
Chotovický vrch
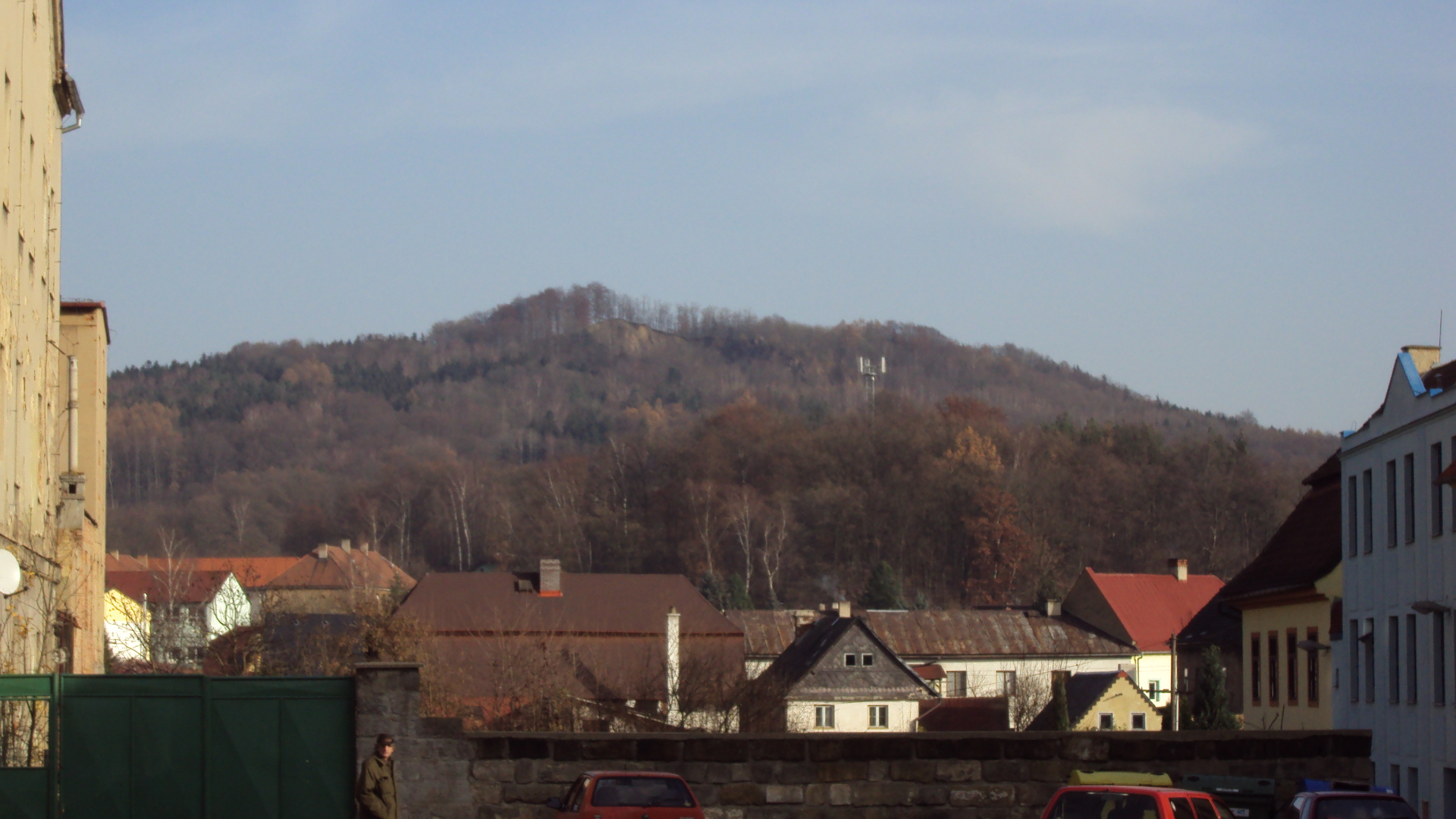
Kamenický kopec od Zákup